# Montegridolfo
Montegridolfo (Munt Gridòlf in romagnolo) è un comune italiano di 1 002 abitanti della provincia di Rimini in Emilia-Romagna.

## Geografia fisica
Ubicato fra due valli, quella del Conca sul versante romagnolo e quella del Foglia sul versante marchigiano, Montegridolfo si trova sul crinale che divide le due regioni. Ha cinque frazioni: Trebbio, San Pietro, Pozze, Ca' Fornaci, Ca' Baldo.
Si trova a 38 km da Rimini (capoluogo provinciale) e a soli 24 km da Pesaro ed è adiacente al confine con la regione Marche

## Storia
La zona un tempo venne chiamata col nome di Monte Lauro, dati le rigogliose piante di alloro che, numerose, coprivano il colle; da qui, si pensa, derivò una parola di origine germanica (Hrodulfus o Ridulfus) che avrebbe alterato la parola latina Reduvius, cioè "sterposo" o "rozzo", aggettivo affermatosi in epoca alto-medievale secondo la toponomastica rustica del periodo.
La nascita del borgo si può ascrivere al tardo X secolo, in quel momento culminante per l'innalzamento dei castelli in Italia. Nel 1033 San Pietro, unica parrocchia sul territorio, figura tra i beni dell'abbazia di San Pietro di Rimini. La prima menzione di Montegridolfo è in un documento datato il 10 gennaio 1148 che ne conferma l'appartenenza alla abbazia. 
Da sempre terra di confine, Montegridolfo conobbe nel corso dei secoli sia l'influenza del Ducato di Montefeltro che quello dei Malatesta, tanto che nel corso degli anni il cassero malatestiano fu oggetto di scontri e dispute militari..
Nel 1228 Fusculus de Monte Gradulfo si sottomette insieme ad altri cittadini degli abitati vicini al comune di Rimini. Pochi anni più tardi, il 1º ottobre 1233, il Console di Montegridolfo Pasitto giura di armarsi con Rimini, nella guerra contro Urbino. 
Nel 1248 la facoltosa famiglia fiorentina Filippi, della fazione guelfa, si rifugiò qui, assunse il nome del luogo cambiandolo da Filippi in Gridolfi e, in epoca imprecisata, adottò lo stemma costituito da un olivo verde in relazione alla preminente coltura del luogo.
Nei decenni successivi le ostilità comportarono numerosi attacchi ed incursioni militari che culminarono nel giugno 1336, quando Ferrantino Novello, cugino del nuovo signore di Rimini Malatesta il Guastafamiglia - alleatosi con i Montefeltro - si gettò sul contado di Rimini e Pesaro e distrusse il castrum di Montegridolfo.
La ricostruzione fu però rapida, tra il 1337 e il 1339 per volontà da Malatesta il Guastafamiglia, nella forma visibile in data odierna. Mentre la precedente cinta muraria era costituita da una palizzata posta su terrapieni, la nuova fu realizzata in muratura, con quattro torrioni di cui uno dotato di porta d'accesso all'abitato. Il castrum poteva così essere aggiunto a pieno titolo al complesso difensivo del territorio malatestiano, assieme agli altri circostanti come Mondaino, Gradara e Montefiore Conca, sebbene in più ridotte dimensioni e con una cinta difensiva di un solo girone, quando Montefiore era difesa da tre gironi fin dal 1242.
Successivamente Montegridolfo viene citata nella Descriptio provinciæ Romandiolæ, del 1371, la quale riporta che aveva 37 focolari (capifamiglia con capacità contributiva). Le scarpate oblique furono aggiunte a metà del XV secolo da Sigismondo Malatesta.
Come gran parte dei comuni romagnoli, passò sotto il dominio del Valentino nel 1500; ben presto seguì la riconquista da parte dei Malatesta, che però nel dicembre 1503 lo cedette a Venezia, la quale lo rivendette allo Stato Pontificio.
La storia più recente lo vede inserito nel contesto della storia d'Italia. Durante la seconda guerra mondiale il paese si trovò lungo la Linea Gotica, e fu teatro di scontri cruenti fra tedeschi e truppe alleate. Fu proprio durante l'attacco delle forze alleate a Montegridolfo che il tenente Gerard Ross Norton si guadagnò la Victoria Cross, massima onorificenza militare britannica.
Negli ultimi anni il borgo è stato oggetto di un ampio restauro mantenendo intatta l'architettura.

## Monumenti e luoghi d'interesse

### Architetture militari
Il Castello di Montegridolfo è una delle fortezze meglio conservate di tutto il Riminese. Voluto da Galeotto Malatesta, fu edificato nel XIV secolo. Da allora racchiude con le sue mura il borgo antico. Oggi il Castello malatestiano è la sede del Municipio.

### Architetture religiose
- Chiesa di San Rocco, ex lazzaretto, situata appena fuori dalle mura, ove si possono ammirare due affreschi staccati della Madonna con Bambino con i santi Rocco e Sebastiano eseguiti in epoche differenti (il primo probabilmente verso la fine del Quattrocento, il secondo, attribuito a Girolamo Marchesi da Cotignola, all'incirca nel 1520). Dietro l'altare è una delle prime pale d'altare di Guido Cagnacci, che raffigura, nel registro inferiore, san Sebastiano, san Rocco e san Giacinto e in quello superiore la Madonna con Gesù Bambino[15].
- Santuario della Beata Vergine delle Grazie, situato a Trebbio (frazione di Montegridolfo), luogo di culto e pellegrinaggio, nel quale è possibile ammirare un quadro di Pompeo Morganti da Fano, realizzato nel 1549, raffigurante l'apparizione della Madonna.
- Chiesa di San Pietro, seppur costruita dopo la Seconda Guerra Mondiale custodisce un affresco staccato del XV secolo[16][17].

## Galleria d'immagini

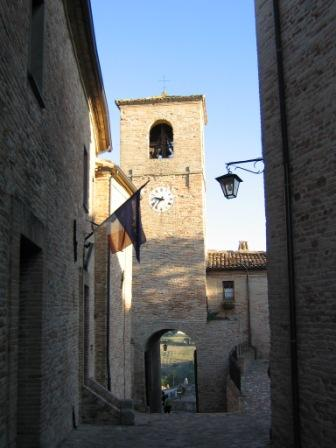
La Torre dell'orologio
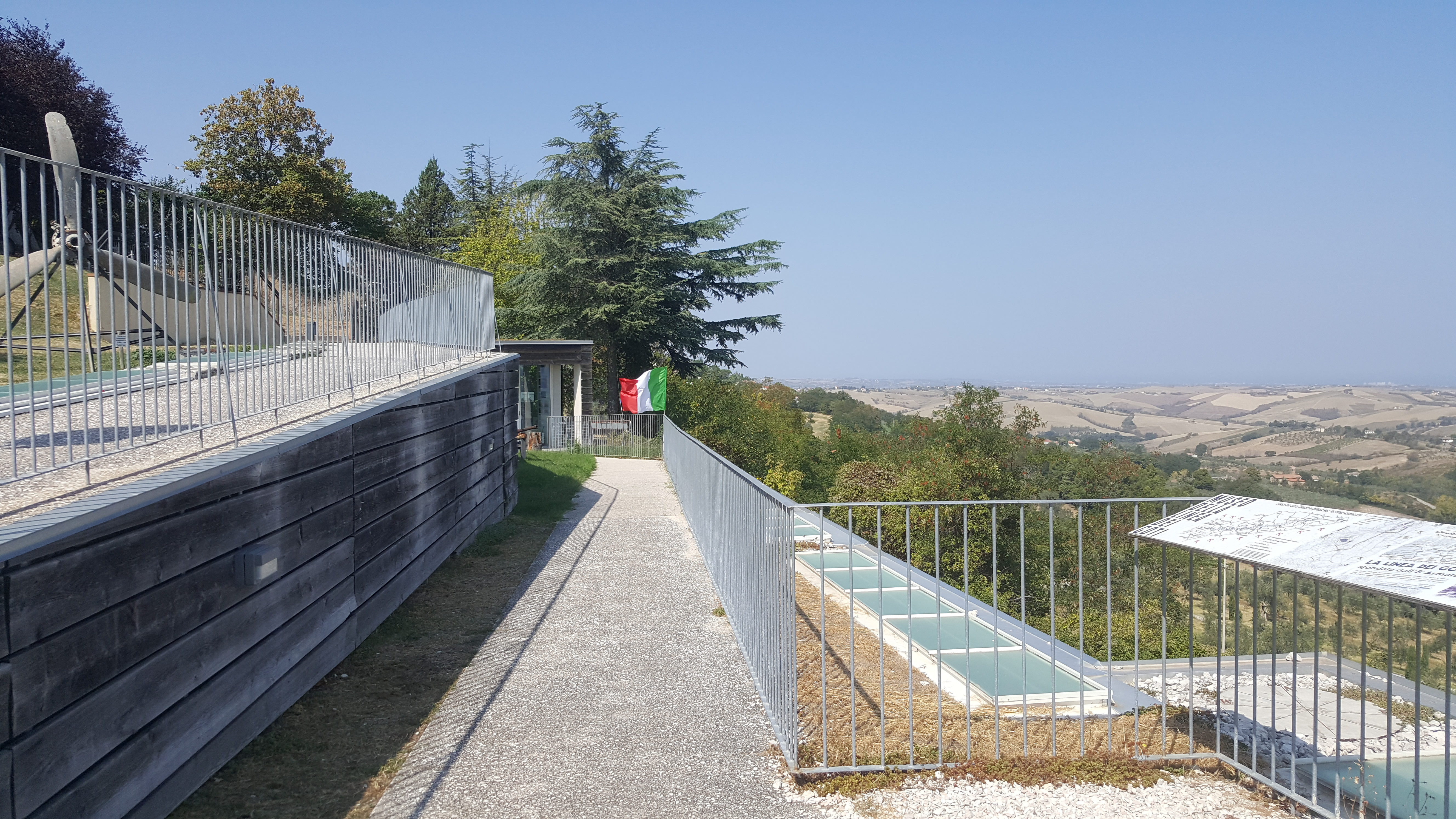
Museo della Linea dei Goti
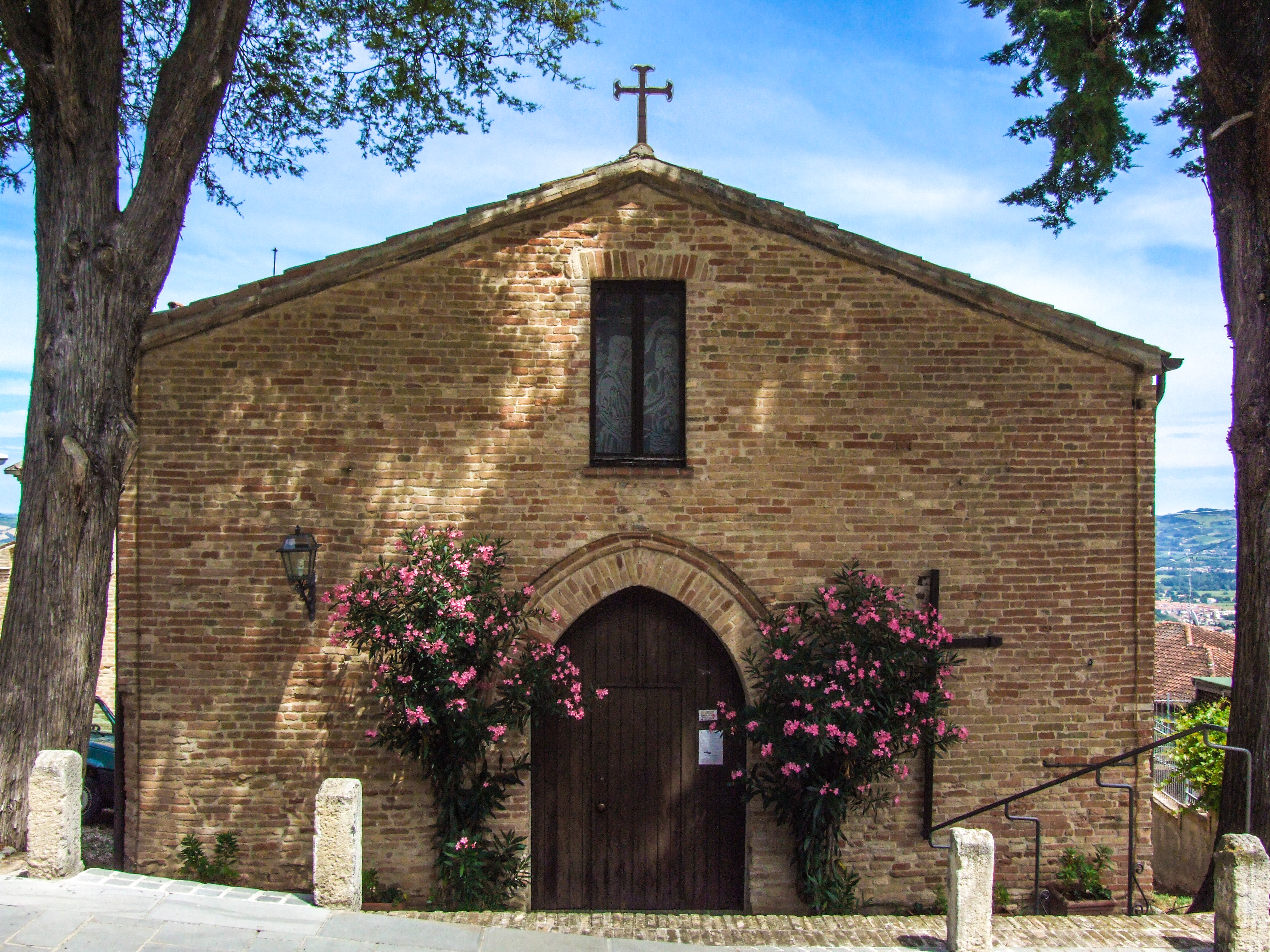
La chiesa di San Rocco
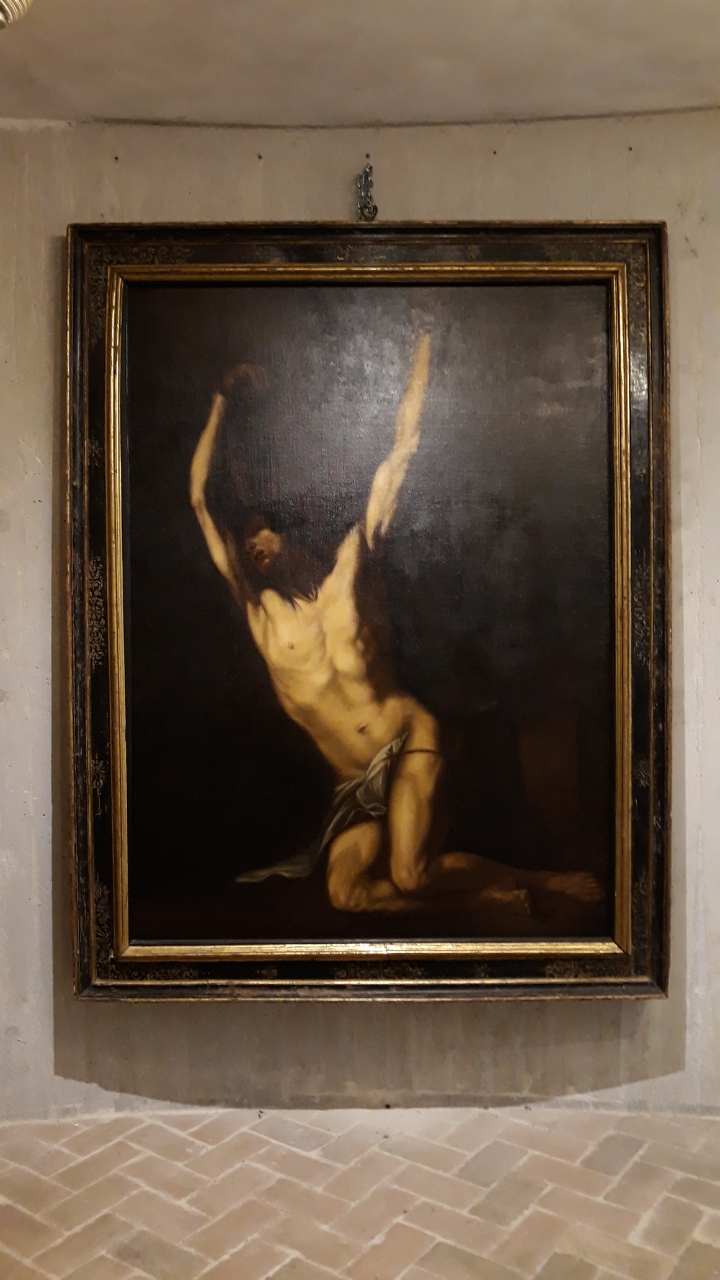
San Sebastiano Martire, replica della bottega di Jusepe de Ribera
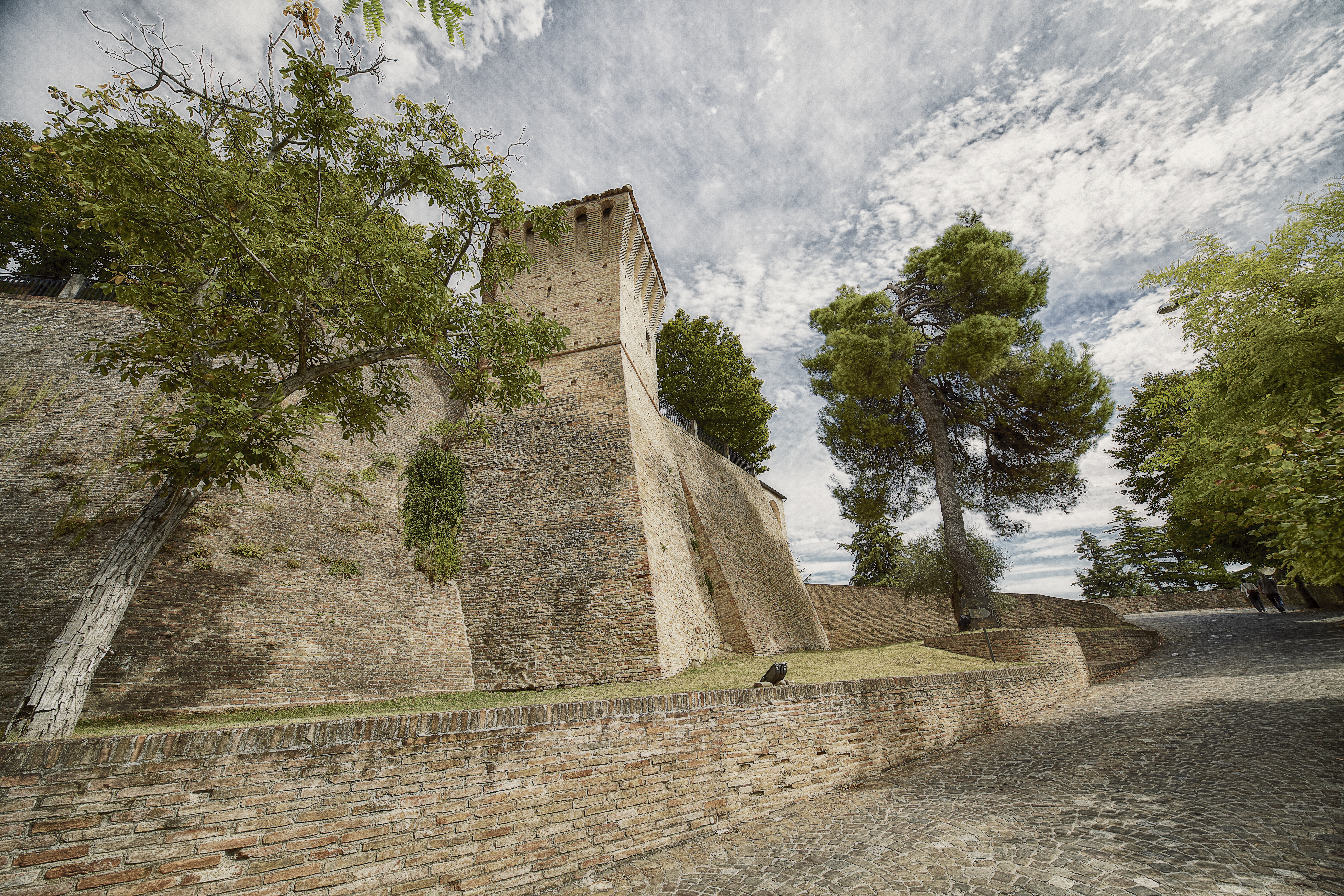
Strada che porta all'entrata del castello

## Frazioni
- Trebbio è il centro più popoloso del comune, con 483 abitanti. Situato a 145 metri sul livello del mare, vi si trova il Santuario della Beata Vergine delle Grazie, una scuola materna e una scuola elementare.
- San Pietro, si trova a metà strada tra l'abitato di Trebbio e il centro di Montegridolfo. Vi risiedono 168 persone ad un'altitudine di 192 metri.
- Ca' Baldo, vicinissimo al confine con il comune di Tavullia
- Pozze, comprende la zona industriale del comune con qualche casa sparsa e si trova circa 1 km fuori dall'abitato di Trebbio
- Ca' Fornaci, comprende qualche casa sparsa nelle campagne intorno a Trebbio, al confine con il comune di Saludecio.

## Società

### Evoluzione demografica
Abitanti censiti

### Etnie e minoranze straniere
Secondo i dati ISTAT al 31 dicembre 2009 la popolazione straniera residente era di 100 persone. Le nazionalità maggiormente rappresentate in base alla loro percentuale sul totale della popolazione residente erano:
- Albania 32 3,10%
- Macedonia del Nord 26 2,52%
- Marocco 16 1,55%

## Cultura
Giovanni Vincenzo Antonio Ganganelli, eletto al soglio petrino nel 1769 col nome di Papa Clemente XIV, ha vissuto la sua infanzia e giovinezza a Montegridolfo.

### Musei
Il Museo della Linea dei Goti, dotato di ricco materiale a ricordo del passaggio del fronte tra fine agosto e primi di settembre del 1944. Sono esposte armi e cimeli vari degli eserciti contrapposti, mentre una sezione è specificamente dedicata agli stampati di propaganda del periodo di produzione tedesca, fascista e alleata.

### Eventi e ricorrenze
- Festival cinematografico «Dal paesaggio di Montegridolfo ai paesaggi del mondo», rassegna cinematografica all'aperto, dedicata al paesaggio tutelato di Montegridolfo[22][23].
- «Concerti al Castello. Festival musicale di Montegridolfo», rassegna di musica classica e folkloristica romagnola[24][25][26][27].
- «La Montegridolfo liberata», rievocazione storica della battaglia, avvenuta durante la Seconda guerra mondiale, per la liberazione di Montegridolfo, avvenuta il 31 agosto 1944 ad opera dell'VIII Armata britannica[28].
- «Il Borgo dell'Olio Novello», iniziativa di promozione del territorio e della produzione enogastronomica locale, con il concorso "Il Novello di Romagna" che premia i migliori degli oli emiliano-romagnoli dell'annata (dicembre)[29][30].

## Amministrazione
Di seguito è presentata una tabella relativa alle amministrazioni che si sono succedute in questo comune.
| Periodo        | Periodo        | Primo cittadino          | Partito                     | Carica  | Note   |
| -------------- | -------------- | ------------------------ | --------------------------- | ------- | ------ |
| 4 giugno 1985  | 26 maggio 1990 | Fabrizio Bernardi        | Democrazia Cristiana        | Sindaco | [ 31 ] |
| 26 maggio 1990 | 24 aprile 1995 | Mario Fonti              | -                           | Sindaco | [ 31 ] |
| 24 aprile 1995 | 14 giugno 1999 | Guerrino Renzi           | Patto democratici           | Sindaco | [ 31 ] |
| 14 giugno 1999 | 14 giugno 2004 | Guerrino Renzi           | lista civica                | Sindaco | [ 31 ] |
| 14 giugno 2004 | 7 giugno 2009  | Nadia Fraternali Morotti | lista civica                | Sindaco | [ 31 ] |
| 8 giugno 2009  | 26 maggio 2014 | Nadia Fraternali         | lista civica                | Sindaco | [ 31 ] |
| 26 maggio 2014 | 27 maggio 2019 | Lorenzo Grilli           | Lista civica unitaria       | Sindaco | [ 31 ] |
| 27 maggio 2019 | 10 giugno 2024 | Lorenzo Grilli           | Lista civica unitaria       | Sindaco | [ 31 ] |
| 10 giugno 2024 | in carica      | Alessandro Renzi         | La Montegridolfo Che Vorrei | Sindaco | [ 31 ] |